# Nat Pierce

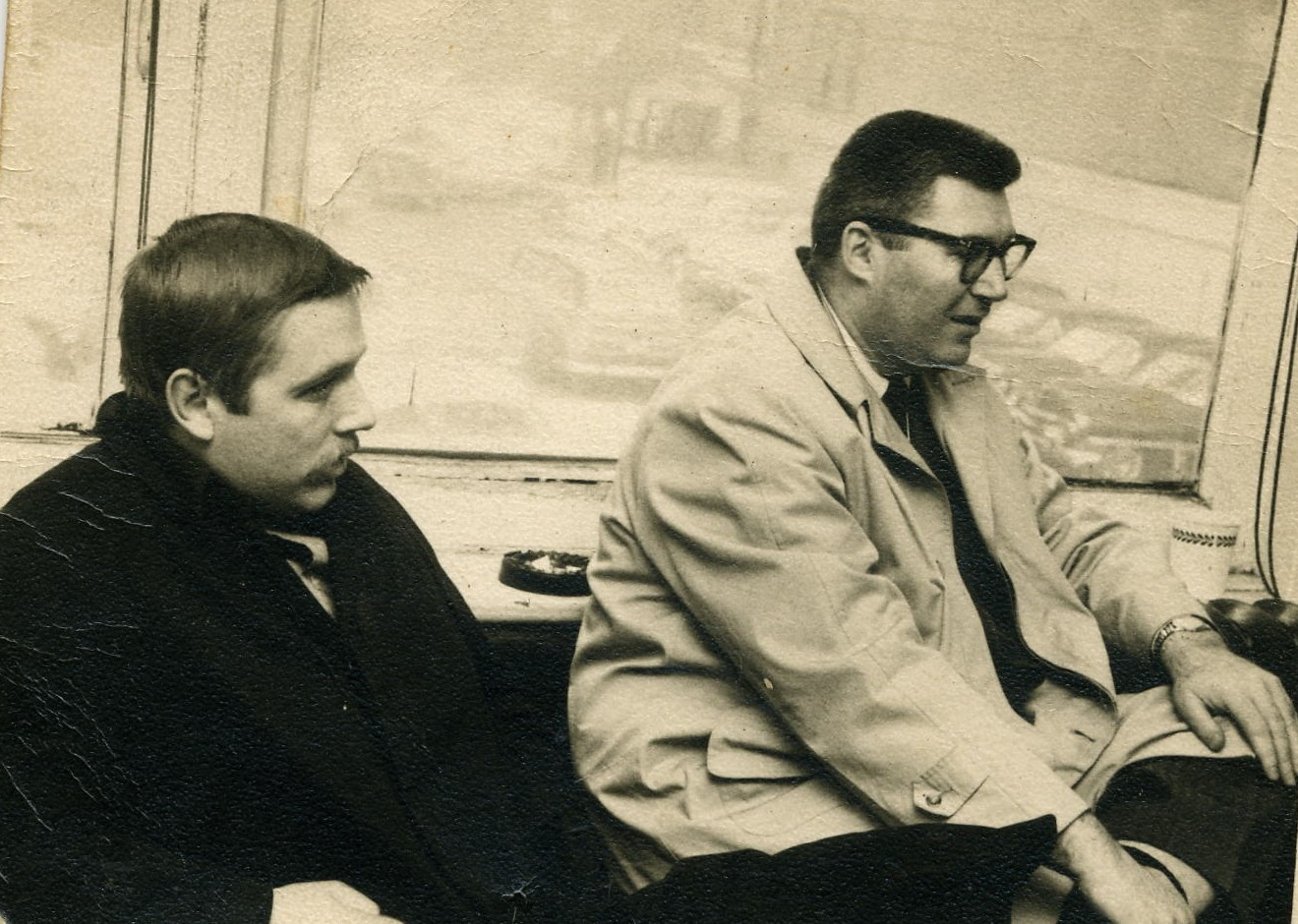
Dick Sheridan und Nat Pierce (rechts), 1961

Nat Pierce (* 16. Juli 1925  in Somerville, Massachusetts; † 10. Juni 1992 in Los Angeles, Kalifornien) war ein US-amerikanischer Jazz-Pianist und Arrangeur, vor allem bekannt aus seiner Zeit bei der Woody-Herman-Bigband.

## Leben und Werk
Pierce wuchs im Vorort Somerville von Boston auf und studierte ein Jahr am New England Conservatory of Music in Boston. Nachdem er ab 1943 in verschiedenen lokalen Bands gespielt hatte (wo er auch schon arrangierte), war er 1947 Mitglied der kurzlebigen Bigband von Ray Borden, einem ehemaligen Trompeter der Stan Kenton Band, und danach im Orchester von Larry Clinton. Dort traf er Charlie Mariano, mit dem er 1949 bis Ende 1950 eine eigene Band hatte, bevor er 1951 bis 1955 als Pianist und Arrangeur (sowie Übungsleiter) bei Woody Herman arbeitete. 1954 bildete er mit Dick Collins ein kurzlebiges Nonett; in den 1950er-Jahren spielte er auch mit Musikern wie Pee Wee Russell, Lester Young, Emmett Berry und Ruby Braff und leitete von 1957 bis 1959 mit Unterbrechungen eine eigene Band in New York unter anderem mit Buck Clayton, Paul Quinichette. Er war auch als Arrangeur und Pianist an der legendären CBS-Fernsehsendung The Sound of Jazz vom Dezember 1957 beteiligt. 1960 nahm er sein Stück Ballad of Jazz Street mit einer Studio-Bigband auf, in der unter anderem Paul Quinichette, Paul Gonsalves und Clark Terry mitspielten. Danach arrangierte er wieder für Woody Herman, bevor er 1966 nach Los Angeles zog. 1965 entstand mit der Herman-Band das Album Woody’s Winners, für das Pierce das Arrangement von „Northwest Passage“ lieferte. Ab 1977 war er mit dem Schlagzeuger Frank Capp Leiter der Bigband Juggernaut, die aus Studiomusikern in Hollywood bestand und im Raum Los Angeles vor allem Repertoire von Count Basie und Woody Herman spielte.
Pierce war auch der letzte Bandleader, der im alten Savoy Ballroom in New York spielte.

## Diskografische Hinweise
- The Boston Bust Out, 1947–50 (Hep Records, 1995)  mit Sonny Truitt, Clark Terry, Charlie Mariano, Serge Chaloff, Ralph Burns, Teddi King
- The Nat Pierce-Dick Collins Nonet – The Charlie Mariano Sextet (Fantasy Records, 1953/54) mit Cy Touff, Dick Hafer, Jack Nimitz
- Ballad of Jazz Street (Zim Records, 1961) Clark Terry, Eddie Bert, Jimmy Cleveland, Dick Meldonian, Paul Gonsalves, Paul Quinichette, Marty Flax, Turk Van Lake
- 5400 North, 1978 (Hep Records, 1996) mit Dick Collins, Bill Perkins, Frank Capp, Mary Ann McCall
- My Pal Basie, 1989 (Jazz Connaisseur, 1993) mit Irving Stokes, Jimmy Woode, Oliver Jackson

Als Begleitmusiker
- Bing Crosby/Tony Bennett/Rosemary Clooney/Woody Herman: A Tribute to Duke (Concord Records, 1977) mit Scott Hamilton, Bill Berry, Monty Budwig, Jake Hanna